# Maciej Ganczar
Maciej Ganczar (Łódź, 19 gennaio 1976) è un linguista polacco, studioso di letteratura, specializzato in lingua e letteratura tedesca, autore di svariate pubblicazioni sul tema dell’insegnamento delle lingue straniere, anche di linguaggio specialistico.
È anche traduttore di autori contemporanei in lingua tedesca.

## Biografia
Maciej Ganczar è nato a gennaio 1976 a Lodz, Polonia, e ha trascorso la sua infanzia a Piotrków Trybunalski. Si è formato in letteratura tedesca presso l'Università Jan Dlugosz di Częstochowa, l'Università Statale di Stettino e infine presso l'Università della Silesia di Katowice, dove ha conseguito il dottorato di ricerca nel 2007. Sin dal 2001 ha fatto il lettore presso diverse Università, tra le altre anche l’Università Statale di Varsavia, l'ex Accademia Medica di Varsavia (ora Università Medica di Varsavia) e l'Università del Salento in Italia. Attualmente è direttore del Dipartimento di Lingue Straniere dell'Università Medica di Varsavia. È anche esperto di libri di testo presso il Ministero dell'istruzione polacco. Alle precedenti attività si affianca quella di redattore e traduttore di letteratura tedesca, soprattutto di opere teatrali. Tra le sue traduzioni troviamo autori contemporanei quali: Marc Becker, Wilhelm Genazino, Kerstin Specht, Lukas Holliger, Wolfgang Sréter, Andrea M. Schenkel, Ödön von Horváth, Arthur Schnitzler e Hermann Broch.
Dal 2011 è membro dell'Associazione Internazionale Hermann Broch con sede a Washington. Nello stesso anno è stato anche nominato presidente dell'Associazione Polacca dei Traduttori Letterari.

## Opere

### Libri di testo e manuali
- Romantische Künstlerfiguren in der Prosa von Peter Härtling, Peter Lang, Frankfurt am Main 2015.
- Tedesco pratico per paramedici, PZWL, Varsavia 2011.
- Hörverstehen. Manuale per l'apprendimento all'ascolto + CD, Poltext, Varsavia 2010.
- Tedesco per infermieri e ostetrici + CD, PZWL, Varsavia 2010.
- English for Business + CD, Poltext, Varsavia 2009.
- Diritto. Tedesco. Esercizi e lessico specialistico, Hueber Polska, Varsavia 2009.
- Come scrivere in tedesco, Langenscheidt, Varsavia 2008.
- Parole incrociate, Poltext, Varsavia 2008.
- Medicina. [Tedesco-Polacco, Polacco-Tedesco dizionario medico tascabile], Hueber Polska, Varsavia 2008.
- Compendio lessicale. Media, Poltext, Varsavia 2007.
- Compendio lessicale. Scienza politica, Poltext, Varsavia 2007.
- Medicina. Tedesco. Esercizi e lessico specialistico, Hueber Polska, Varsavia 2007.
- Gergo economico, LektorKlett, Poznań 2007.

### Pubblicazioni scientifiche
- Fiction e la medicina. Homini, Kraków 2015 (co-redattore: Piotr Wilczek).
- Ödön von Horváth: Raccolta di drammi, Volume I, ADiT, Varsavia 2012.
- Ödön von Horváth: Raccolta di drammi, Volume II, ADiT, Varsavia 2012.
- Il ruolo dell'interprete e del traduttore in un'epoca di multiculturalismo e di globalizzazione ŚLĄSK, Katowice 2012 (co-redattore: Piotr Wilczek).
- Grammatica tedesca per tutti. Poltext, Varsavia 2011.
- L'arte contemporanea di autori di spicco in Germania. Primo piano. Antologia, Volume I, ADiT, Varsavia 2010.
- L'arte contemporanea di giovani autori tedeschi, ai confini del mondo. Antologia, Volume II, ADiT, Varsavia 2010.

### Articoli (Selezione)
- W kręgu samotności, czyli kilka słów o dramaturgii austriackiej. In: Antologia nowych sztuk austriackich autorów. ADiT, Varsavia 2012, p. 5-16.
- O Wolfie Wondratschku i jego Strażaku. In: RED 2/12 2010, p. 41-43.
- Literatura austriacka w dobie faszyzmu. In: Philology issue 1, Zeszyty Naukowe 23/2009, p. 23 – 35.
- O Hermanie Brochu i Mowie pożegnalnej Hitlera. In: Odra 5/2008, p. 36-38.
- „Ich finde um zu erfinden.“ Peter Härtling im Gespräch mit Maciej Ganczar. In: Studia niemcoznawcze, Vol. XXXVII. Varsavia 2008, p. 305-308.
- Eine Studie über die Identität des Künstlers Wilhelm Waiblinger im Roman „Waiblingers Augen“ von Peter Härtling, In: W dialogu języków i kultur. Varsavia 2007, p. 313-322.
- Peter Härtlings Künstlerbiographie „Schumanns Schatten” – das Dokumentarische und das Fiktionale. In: Studia niemcoznawcze, Vol. XXXII. Varsavia 2006, p. 527-538.
- Der Künstler E.T.A. Hoffmann im Roman „Hoffmann oder Die vielfältige Liebe” von Peter Härtling. Vom Verarbeiten des Biographischen im literarischen Werk. In: Studia niemcoznawcze, Vol. XXXI, Varsavia 2005, p. 529-538.

### Traduzioni letterarie (Selezione)
- Horváth Ödön von: Pod pięknym widokiem. In: Ödön von Horváth: Dramaty zebrane. Volume I, ADiT, Varsavia 2012, p. 23-90.
- Horváth Ödön von: Głową w mur. In: Ödön von Horváth: Dramaty zebrane. Volume I, ADiT, Varsavia 2012, p. 415-486.
- Horváth Ödön von: Wieś bez mężczyzn. In: Ödön von Horváth: Dramaty zebrane. Volume II, ADiT, Varsavia 2012, p. 257-330.
- Genazino Wilhelm: Dobry Boże, spraw, żebym oślepł. Dramaty. ADiT, Warsaw 2011. [Anteprima radiofonica: 03.11.2012 sul canale “Polskie Radio Program II” (emittente pubblica polacca) in un programma diretto da Maciej Wojtyszko.]
- Broch Hermann: Rozgrzeszenie. Z powietrza wzięte. Dramaty. ADiT, Varsavia 2010.
- Becker Marc: Końce świata. ADiT, [Anteprima: 16.03.2012, Teatro HOTELOKO, con la regia di Karolina Kirsz].
- Becker Marc: My w finale. ADiT.
- Wondratschek Wolf: Strażak. In: RED 2/12 2010, p. 44-49.
- Broch Hermann: Ostatni wybuch manii wielkości. Mowa pożegnalna Hitlera. In: Odra 5/2008, p. 39-44.